# Liga Sudamericana de Baloncesto 2024
La Liga Sudamericana de Baloncesto 2024 fue la vigésimo séptima edición del segundo torneo más importante de baloncesto a nivel de clubes en Sudamérica organizado por FIBA Américas. Sufrió algunos cambios en el formato y contó con la participación de 10 equipos, provenientes de Argentina, Bolivia, Chile, Ecuador, Paraguay y Uruguay. Brasil, Colombia, Perú y Venezuela no tuvieron representantes en este torneo. El torneo comenzó el 15 de octubre y finalizó el 1 de diciembre.

## Sistema de juego
- Fase de grupos: Los 10 equipos se dividen en 2 grupos de 5 equipos cada uno, los partidos se jugarán en sede única por grupo, que será en el coliseo de uno de los equipos en contienda, cada equipo juega 4 partidos y los 2 mejores clasifican al Final 4.
- Final 4: Los dos mejores equipos de cada grupo avanzarán al Final 4, en donde cruzarán el primero del Grupo A contra el segundo del Grupo B y viceversa. Los partidos se jugarán en sede única por definir y las llaves serán a partido único.

## Equipos participantes
| País              | Equipo                                     | Vía de clasificación |
| ----------------- | ------------------------------------------ | --- |
| Argentina 3 cupos | Ciclista Olímpico San Lorenzo Obras Basket | Tercero en la Liga Nacional de Básquet 2023-24 Séptimo en la Liga Nacional de Básquet 2023-24 Noveno en la Liga Nacional de Básquet 2023-24 |
| Bolivia 1 cupo    | Nacional Potosí                            | Campeón de la Liga Boliviana de Básquetbol 2024                                                                                             |
| Chile 2 cupo      | Español de Osorno ABA Ancud                | Subcampeón de la Liga Nacional de Básquetbol 2024 Tercero en la Liga Nacional de Básquetbol 2024                                            |
| Ecuador 1 cupo    | Santa María                                | Campeón de la Liga Ecuatoriana de Baloncesto 2024                                                                                           |
| Paraguay 1 cupo   | Deportivo San José                         | Campeón de la Liga Nacional de Básquetbol 2024                                                                                              |
| Uruguay 2 cupos   | Nacional Defensor Sporting                 | Tercero en la Liga Uruguaya de Básquetbol 2023-24 Cuarto en la Liga Uruguaya de Básquetbol 2023-24                                          |

## Fase de grupos
|  | Clasificado a Final 4. |
|  | Eliminado.             |

### Grupo A; Osorno, Chile
| Pos. | Equipo            | Pts | PJ | PG | PP | PF  | PC  | Dif |
| ---- | ----------------- | --- | -- | -- | -- | --- | --- | --- |
| 1.   | Nacional          | 8   | 4  | 4  | 0  | 340 | 263 | +77 |
| 2.   | San Lorenzo       | 7   | 4  | 3  | 1  | 330 | 292 | +38 |
| 3.   | ABA Ancud         | 6   | 4  | 2  | 2  | 297 | 320 | –23 |
| 4.   | Español de Osorno | 5   | 4  | 1  | 3  | 291 | 314 | –23 |
| 5.   | Santa María       | 4   | 4  | 0  | 4  | 294 | 363 | –69 |

| 15 de octubre, 18:10 | Nacional                              | 90–73   | ABA Ancud | Osorno, Chile                       |  |
|                      | Parciales: 26–25, 27–15, 24–21, 13–12 |         |           |                                     |  |
|                      |                                       | Reporte |           | Pabellón: Monumental Maria Gallardo |  |

| 15 de octubre, 20:40 | Español de Osorno                     | 98–73   | Santa María | Osorno, Chile                       |  |
|                      | Parciales: 24–13, 23–14, 28–21, 23–25 |         |             |                                     |  |
|                      |                                       | Reporte |             | Pabellón: Monumental Maria Gallardo |  |

- Equipo libre:  San Lorenzo.

| 16 de octubre, 18:10 | San Lorenzo                           | 73–87   | Nacional | Osorno, Chile                       |  |
|                      | Parciales: 15–19, 28–26, 16–26, 14–16 |         |          |                                     |  |
|                      |                                       | Reporte |          | Pabellón: Monumental Maria Gallardo |  |

| 16 de octubre, 20:40 | Español de Osorno                     | 72–85   | ABA Ancud | Osorno, Chile                       |  |
|                      | Parciales: 19–24, 17–22, 12–20, 24–19 |         |           |                                     |  |
|                      |                                       | Reporte |           | Pabellón: Monumental Maria Gallardo |  |

- Equipo libre:  Santa María.

| 18 de octubre, 18:10 | Santa María                           | 75–84   | ABA Ancud | Osorno, Chile                       |  |
|                      | Parciales: 25–23, 18–19, 16–25, 16–17 |         |           |                                     |  |
|                      |                                       | Reporte |           | Pabellón: Monumental Maria Gallardo |  |

| 18 de octubre, 20:40 | Español de Osorno                   | 62–77   | San Lorenzo | Osorno, Chile                       |  |
|                      | Parciales: 25–25, 9–20, 8–19, 20–13 |         |             |                                     |  |
|                      |                                     | Reporte |             | Pabellón: Monumental Maria Gallardo |  |

- Equipo libre:  Nacional.

| 19 de octubre, 18:10 | Santa María                          | 58–84   | Nacional | Osorno, Chile                       |  |
|                      | Parciales: 16–21, 10–17, 7–23, 25–23 |         |          |                                     |  |
|                      |                                      | Reporte |          | Pabellón: Monumental Maria Gallardo |  |

| 19 de octubre, 20:40 | ABA Ancud                            | 55–83   | San Lorenzo | Osorno, Chile                       |  |
|                      | Parciales: 12–25, 21–19, 14–23, 8–16 |         |             |                                     |  |
|                      |                                      | Reporte |             | Pabellón: Monumental Maria Gallardo |  |

- Equipo libre:  Español de Osorno.

| 20 de octubre, 18:10 | San Lorenzo                           | 97–88   | Santa María | Osorno, Chile                       |  |
|                      | Parciales: 30–19, 21–23, 27–21, 19–25 |         |             |                                     |  |
|                      |                                       | Reporte |             | Pabellón: Monumental Maria Gallardo |  |

| 20 de octubre, 20:40 | Español de Osorno                    | 59–79   | Nacional | Osorno, Chile                       |  |
|                      | Parciales: 22–21, 4–22, 17–20, 16–16 |         |          |                                     |  |
|                      |                                      | Reporte |          | Pabellón: Monumental Maria Gallardo |  |

- Equipo libre:  ABA Ancud.

### Grupo B; La Banda, Argentina
| Pos. | Equipo             | Pts | PJ | PG | PP | PF  | PC  | Dif |
| ---- | ------------------ | --- | -- | -- | -- | --- | --- | --- |
| 1.   | Ciclista Olímpico  | 8   | 4  | 4  | 0  | 397 | 359 | +38 |
| 2.   | Defensor Sporting  | 7   | 4  | 3  | 1  | 327 | 295 | +32 |
| 3.   | Obras Basket       | 6   | 4  | 2  | 2  | 384 | 335 | +49 |
| 4.   | Deportivo San José | 5   | 4  | 1  | 3  | 319 | 357 | –38 |
| 5.   | Nacional Potosí    | 4   | 4  | 0  | 4  | 287 | 368 | –81 |

| 22 de octubre, 18:40 | Defensor Sporting                     | 83–77   | Obras Basket | La Banda, Argentina       |  |
|                      | Parciales: 17–18, 20–14, 20–25, 26–20 |         |              |                           |  |
|                      |                                       | Reporte |              | Pabellón: Vicente Rosales |  |

| 22 de octubre, 21:10 | Ciclista Olímpico                     | 92–85   | Nacional Potosí | La Banda, Argentina       |  |
|                      | Parciales: 25–25, 19–19, 22–15, 26–26 |         |                 |                           |  |
|                      |                                       | Reporte |                 | Pabellón: Vicente Rosales |  |

- Equipo libre:  Deportivo San José.

| 23 de octubre, 18:40 | Deportivo San José                    | 69–73   | Defensor Sporting | La Banda, Argentina       |  |
|                      | Parciales: 16–22, 18–14, 21–18, 14–19 |         |                   |                           |  |
|                      |                                       | Reporte |                   | Pabellón: Vicente Rosales |  |

| 23 de octubre, 21:10 | Ciclista Olímpico                                   | 107–106 | Obras Basket | La Banda, Argentina       |  |
|                      | Parciales: 23–30, 22–21, 23–28, 28–17 (T.E.: 11–10) |         |              |                           |  |
|                      |                                                     | Reporte |              | Pabellón: Vicente Rosales |  |

- Equipo libre:  Nacional Potosí.

| 25 de octubre, 18:40 | Nacional Potosí                       | 65–100  | Obras Basket | La Banda, Argentina       |  |
|                      | Parciales: 17–26, 15–21, 21–30, 15–23 |         |              |                           |  |
|                      |                                       | Reporte |              | Pabellón: Vicente Rosales |  |

| 25 de octubre, 21:10 | Ciclista Olímpico                     | 109–83  | Deportivo San José | La Banda, Argentina       |  |
|                      | Parciales: 25–25, 28–19, 31–21, 25–18 |         |                    |                           |  |
|                      |                                       | Reporte |                    | Pabellón: Vicente Rosales |  |

- Equipo libre:  Defensor Sporting.

| 26 de octubre, 18:40 | Nacional Potosí                       | 60–86   | Defensor Sporting | La Banda, Argentina       |  |
|                      | Parciales: 13–17, 17–16, 18–33, 12–20 |         |                   |                           |  |
|                      |                                       | Reporte |                   | Pabellón: Vicente Rosales |  |

| 26 de octubre, 21:10 | Obras Basket                          | 101–77  | Deportivo San José | La Banda, Argentina       |  |
|                      | Parciales: 26–13, 22–20, 27–24, 26–20 |         |                    |                           |  |
|                      |                                       | Reporte |                    | Pabellón: Vicente Rosales |  |

- Equipo libre:  Ciclista Olímpico.

| 27 de octubre, 18:40 | Deportivo San José                    | 90–74   | Nacional Potosí | La Banda, Argentina       |  |
|                      | Parciales: 30–21, 32–19, 18–13, 10–21 |         |                 |                           |  |
|                      |                                       | Reporte |                 | Pabellón: Vicente Rosales |  |

| 27 de octubre, 21:10 | Ciclista Olímpico                     | 89–85   | Defensor Sporting | La Banda, Argentina       |  |
|                      | Parciales: 27–17, 21–27, 19–21, 22–20 |         |                   |                           |  |
|                      |                                       | Reporte |                   | Pabellón: Vicente Rosales |  |

- Equipo libre:  Obras Basket.

## Final 4
El Final Four es la etapa culminante del torneo, se disputó en Paysandú, Uruguay. Los perdedores de las semifinales juegan por el tercer puesto y cuarto puesto y los ganadores pelean por el campeonato.

### Cuadro
|  | Semifinales             | Semifinales             | Semifinales             |             |          | Final                  | Final                  | Final                  |  |
|  | 30 de noviembre de 2024 | 30 de noviembre de 2024 | 30 de noviembre de 2024 |             |          | 1 de diciembre de 2024 | 1 de diciembre de 2024 | 1 de diciembre de 2024 |  |
|  |                         |                         |                         |             |          |                        |                        |                        |  |
|  |                         |                         |                         |             |          |                        |                        |                        |  |
|  | Nacional                | Nacional                | 76                      |             |          |                        |                        |                        |  |
|  | Nacional                | Nacional                | 76                      |             |          |                        |                        |                        |  |
|  | Defensor Sporting       | Defensor Sporting       | 58                      |             |          |                        |                        |                        |  |
|  | Defensor Sporting       | Defensor Sporting       | 58                      |             | Nacional | Nacional               | 77                     |                        |  |
|  |                         |                         |                         |             | Nacional | Nacional               | 77                     |                        |  |
|  |                         |                         | San Lorenzo             | San Lorenzo | 76       |                        |                        |                        |  |
|  | Ciclista Olímpico       | Ciclista Olímpico       | San Lorenzo             | San Lorenzo | 76       | 65                     |                        |                        |  |
|  | Ciclista Olímpico       | Ciclista Olímpico       |                         |             |          | 65                     |                        |                        |  |
|  | San Lorenzo             | San Lorenzo             | 78                      |             |          | Tercer lugar           | Tercer lugar           | Tercer lugar           |  |
|  | San Lorenzo             | San Lorenzo             | 78                      |             |          | Tercer lugar           | Tercer lugar           | Tercer lugar           |  |
|  |                         |                         |                         |             |          |                        |                        |                        |  |
|  |                         |                         |                         |             |          | Defensor Sporting      | Defensor Sporting      | 68                     |  |
|  |                         |                         |                         |             |          | Defensor Sporting      | Defensor Sporting      | 68                     |  |
|  |                         |                         |                         |             |          | Ciclista Olímpico      | Ciclista Olímpico      | 73                     |  |
|  |                         |                         |                         |             |          | Ciclista Olímpico      | Ciclista Olímpico      | 73                     |  |
|  |                         |                         |                         |             |          |                        |                        |                        |  |

#### Semifinales
| 30 de noviembre, 19:10 | Nacional                             | 76–58   | Defensor Sporting | Paysandú, Uruguay            |  |
|                        | Parciales: 25–11, 21–19, 15–19, 15–9 |         |                   |                              |  |
|                        |                                      | Reporte |                   | Pabellón: Estadio 8 de Junio |  |

| 30 de noviembre, 21:40 | Ciclista Olímpico                     | 65–78   | San Lorenzo | Paysandú, Uruguay            |  |
|                        | Parciales: 19–17, 21–26, 12–11, 13–24 |         |             |                              |  |
|                        |                                       | Reporte |             | Pabellón: Estadio 8 de Junio |  |

#### Tercer lugar
| 1 de diciembre, 18:10 | Defensor Sporting                     | 68–73 | Ciclista Olímpico | Paysandú, Uruguay            |
|                       | Parciales: 20–11, 12–17, 17–24, 19–21 |       |                   |                              |
|                       |                                       |       |                   | Pabellón: Estadio 8 de Junio |

#### Final
| 1 de diciembre, 20:40 | Nacional                                          | 77–76 | San Lorenzo | Paysandú, Uruguay            |
|                       | Parciales: 22–12, 7–23, 20–11, 18–21 (T.E.: 10–9) |       |             |                              |
|                       |                                                   |       |             | Pabellón: Estadio 8 de Junio |

|                              |
|                              |
| Campeón Nacional 1.er título |

## Premios Individuales
Los premios se anunciaron luego de la final el 1 de diciembre.

### MVP
- #44 Manny Suárez (Nacional)

### Quinteto Ideal
- PG   #4 Lucas Pérez (San Lorenzo)
- PG   #15 Facundo Terra (Defensor Sporting)
- SG   #18 Gaston Semiglia (Nacional)
- PF   #44 Manny Suárez (Nacional)
- C  #0  Joao Franca (Olímpico)